# Fannia ochrogaster
Fannia ochrogaster är en tvåvingeart som först beskrevs av Thomson 1869.  Fannia ochrogaster ingår i släktet Fannia och familjen takdansflugor. Inga underarter finns listade i Catalogue of Life.